# 棉花沟水库
棉花沟水库是中国四川省资阳市乐至县境内的一座水库，位于沱江小支流棉花沟上，建于1973年。水库正常库容为496万立方米，集雨面积为13平方千米，海拔为380.95米。